# Pipunculus avius
Pipunculus avius är en tvåvingeart som beskrevs av Morakote 1990. Pipunculus avius ingår i släktet Pipunculus och familjen ögonflugor. Inga underarter finns listade i Catalogue of Life.